# Luxemburgia damazioana
Luxemburgia damazioana là một loài thực vật có hoa trong họ Ochnaceae. Loài này được Beauverd mô tả khoa học đầu tiên năm 1915.